# ScanDisk

Microsoft ScanDisk

Microsoft ScanDisk — утиліта компанії Microsoft, за допомогою якої можна виправляти помилки в структурі жорсткого диска, шукати і позначати «зіпсовані» блоки, перетворювати у файли, або видаляти «загублені» кластери.
Утиліта ScanDisk вперше з'явилася в MS-DOS 6.2 і використовувалась у всіх операційних системах сімейства Windows 9x.
В операційних системах на ядрі NT замість ScanDisk використовується утиліта Chkdsk.